# 杉尾聖二
杉尾聖二（すぎお せいじ、1959年2月21日- ）は、北海道富良野市出身の日本の演歌歌手。

## 来歴・人物
- 1959年2月21日、北海道富良野市で生まれる。
- 1982年11月、「五木ひろしが選ぶ全国細雪大会」に北海道代表として出場、全国優勝を果たす。
- 1983年、NHK勝ち抜き歌謡天国で優勝する。
- 1985年、三橋美智也・春日八郎が選ぶ第一回キングカラオケグランプリ大会」に全国優勝
- 1991年、バップレコードより「雪の舞い」でデビュー

北海道を中心に音楽活動をしている。

## 代表曲
シングル
- 「雪の舞い」（作詞: 村上さとし、作曲: 港千尋） 1991年
- 「風の紋」（作詞: 村上さとし、作曲: 猪股公章） 1993年
- 「豊平川」（作詞: 村上さとし、作曲: 港千尋） 1993年
- 「この町に生きる」（作詞:作曲: 蒔田俊明） 1996年
- 「つくしんぼ」（作詞:里村龍一、作曲: 岡千秋） 1999年
- 「GO・ME・N・・・」（作詞作曲: 杉尾聖二） 2002年
- 「ララバイ札幌」（作詞:久保田保久、作曲: 杉尾聖二） 2003年
- 「浜茄子」（作詞:駒峰守、作曲: 杉尾聖二） 2009年
- 「富良野にて」（作詞作曲:駒峰守） 2009年

アルバム
- 『歌物語』 1994年

## 主なラジオ番組
- 杉尾聖二の歌謡一直線（STVラジオ） - 2009年